# Orgilus opacus
Orgilus opacus är en stekelart som beskrevs av Muesebeck 1970. Orgilus opacus ingår i släktet Orgilus och familjen bracksteklar. Inga underarter finns listade i Catalogue of Life.